# William Ling
William Ling (Stapleford, 1907. november 1. – Kanada, Új-Brunswick, 1984. május 8.) angol nemzetközi labdarúgó-játékvezető.

## Pályafutása

### Nemzeti játékvezetés
Játékvezetői pályáját Stanley Rous határozta meg, aki éppen abban a középiskolába tanított, ahová szülei beíratták. A játékvezetői vizsgát 1935-ben tette le.  1947-ben lett az I. Liga játékvezetője. Első Ligás mérkőzéseinek száma: 76. Húszéves játékvezetői tevékenység után, 1955-ben vonult vissza.

#### Nemzeti kupamérkőzések
Vezetett kupadöntők száma: 1.

##### FA-kupa
Az angol liga legmagasabb osztályába kerülve, 1948-ban az a megtiszteltetés érte, hogy a FA Kupa döntőjének, a Manchester United FC–Blackpool FC (4:2) találkozónak az egyik partjelzője lehetett.
| Időpont           | Helyszín                | Mérkőzés típusa | Mérkőzés                         | Eredmény | Nézők száma |
| ----------------- | ----------------------- | --------------- | -------------------------------- | -------- | ----------- |
| 1951. április 28. | Wembley Stadion, London | döntő           | Newcastle United FC–Blackpool FC | 2 : 0    | 100 000     |

### Nemzetközi játékvezetés
Az Angol labdarúgó-szövetség (FA) Játékvezető Bizottsága terjesztette fel nemzetközi játékvezetőnek a Nemzetközi Labdarúgó-szövetség (FIFA) 1947-től tartotta nyilván bírói keretében. A FIFA JB központi nyelvei közül a angolt beszélte. Több nemzetek közötti válogatott és klubmérkőzést vezetett, vagy működő társának partbíróként segített. Szakmai felkészültségére, megbízhatóságára, kiegyensúlyozott teljesítményére jellemzően több világversenyen is aktív résztvevőként a döntő mérkőzés játékvezetője volt. A FIFA JB vezetői kora egyik legjobb bírójának tartották. Az angol nemzetközi játékvezetők rangsorában, a világbajnokság-Európa-bajnokság sorrendjében többedmagával a 21. helyet foglalja el 3 találkozó szolgálatával. Az aktív nemzetközi játékvezetéstől 1955-ben búcsúzott. Válogatott mérkőzéseinek száma: 29.

#### Labdarúgó-világbajnokság
A világbajnoki döntőhöz vezető úton Brazíliába a IV., az 1950-es labdarúgó-világbajnokságra és Svájcba az V., az 1954-es labdarúgó-világbajnokságra a FIFA JB bíróként alkalmazta. 1954-ben a FIFA JB elvárásának megfelelően, ha nem vezetett, akkor valamelyik működő társának segített partbíróként. Egy csoportmérkőzésen, egy csoport elsőséget eldöntő rájátszáson, valamint az egyik negyeddöntőben volt partbíró. Az ötödik világbajnokság döntőjét 5. európaiként, második angolként vezethette. Világbajnokságon vezetett mérkőzéseinek száma: 2 + 3 (partbíró).

##### 1950-es labdarúgó-világbajnokság

###### Selejtező mérkőzés
| Időpont            | Helyszín                       | Mérkőzés típusa           | Mérkőzés            | Eredmény | Nézők száma |
| ------------------ | ------------------------------ | ------------------------- | ------------------- | -------- | ----------- |
| 1949. november 13. | Dalymount Park Stadion, Dublin | előselejtező (5. csoport) | Írország–Svédország | 1 : 3    | 41 031      |

##### 1954-es labdarúgó-világbajnokság
1954-ben Bern-ben voltak az ötödik világbajnoki versenykiírás döntői, ahol a magyar labdarúgó történelem egyik legfényesebb eredménye született. Magyarországnak 1952-ben Helsinkiben az olimpián is vezetett mérkőzést, tehát a FIFA JB igyekezett olyan játékvezetőt delegálni a találkozóra, akivel a magyarok elégedettek lehettek, az már más kérdés, hogy ezzel a lehetőséggel a magyarok nem tudtak élni. Nemzeti labdarúgásunk története az ő nyakába igyekezett varrni a magyar csapat vereségét, de a múló idő igazolta hozzáértését, és a játék történelmi résztvevői egyre többször kinyilatkozták vétlenségét.

###### Világbajnoki mérkőzés
| Időpont          | Helyszín                 | Mérkőzés típusa              | Mérkőzés          | Partbírók                           | Eredmény | Nézők száma |
| ---------------- | ------------------------ | ---------------------------- | ----------------- | ----------------------------------- | -------- | ----------- |
| 1954. június 20. | St. Jakob Stadion, Bázel | csoportmérkőzés (B. csoport) | Magyarország–NSZK | Werner Schicker/Mervyn Griffiths    | 8 : 3    | 65 000      |
| 1954. július 4.  | Wankdorf Stadion, Bern   | döntő                        | NSZK–Magyarország | Vincenzo Orlandini/Mervyn Griffiths | 3 : 2    | 64 000      |

#### Olimpiai játékok
Az 1948. évi és az 1952. évi nyári olimpiai játékok labdarúgó tornáján a FIFA JB játékvezetőként foglalkoztatta. 1948-ban a FIFA JB a tartalék listából hívta meg. Az olimpiák történetében 7. európaiként, 2. angolként a döntő találkozót vezethette. Angol játékvezetőként a duplázó John Lewis után 3. alkalommal vezetett döntőt.

##### 1948. évi nyári olimpiai játékok
| Időpont             | Helyszín                           | Mérkőzés típusa   | Mérkőzés               | Eredmény | Nézők száma |
| ------------------- | ---------------------------------- | ----------------- | ---------------------- | -------- | ----------- |
| 1948. augusztus 2.  | White Hart Lane Stadion, Tottenham | első forduló      | Svédország–Ausztria    | 3 : 0    | 9 514       |
| 1948. augusztus 5.  | Arsenal Stadion, Highbury          | egyik negyeddöntő | Dánia–Olaszország      | 5 : 3    | 25 000      |
| 1948. augusztus 13. | Wembley Stadion, London            | döntő             | Svédország–Jugoszlávia | 3 : 1    | 60 000      |

###### 1952. évi nyári olimpiai játékok
| Időpont          | Helyszín                   | Mérkőzés típusa    | Mérkőzés                | Eredmény | Nézők száma |
| ---------------- | -------------------------- | ------------------ | ----------------------- | -------- | ----------- |
| 1952. július 19. | Olimpiai Stadion, Helsinki | egyik nyolcaddöntő | Finnország–Ausztria     | 3 : 4    | 33 053      |
| 1952. június 28. | Olimpiai Stadion, Helsinki | egyik elődöntő     | Magyarország–Svédország | 6 : 0    | 30 471      |

#### Brit Kupa
1882-ben az Egyesült Királyság brit tagállamainak négy szövetség úgy döntött, hogy létrehoznak egy évente megrendezésre kerülő bajnokságot egymás között. Az utolsó bajnoki idényt 1983-ban tartották.
| Időpont           | Helyszín                     | Mérkőzés típusa | Mérkőzés     | Eredmény |
| ----------------- | ---------------------------- | --------------- | ------------ | -------- |
| 1954. október 16. | Ninian Park Stadion, Cardiff | csoportmérkőzés | Wales–Skócia | 0 : 1    |

## Sportvezetői pályafutás
Visszavonulását követően az angol bírói testületben ellenőrként dolgozott.

## Pozitív sztori
1951-ben a FA Kupa döntőjének helyszínére utazva, mielőtt megérkezett volna a Wembley Stadionba, meglátott egy ismerős játékost, aki rendőr volt és akit korábban leküldött a játéktérről egy ligamérkőzésen fegyelmezetlensége miatt. Most mit gondolsz rólam? A rendőr sajátosan megjegyezte: Még mindig azt gondolom, hogy te nem vagy kibaszott jó játékvezető.

## Külső hivatkozások
- William Ling. World Referee. [2012. április 21-i dátummal az eredetiből archiválva]. (Hozzáférés: 2012. október 16.)
- William Ling. footballzz.com. (Hozzáférés: 2012. október 16.)
- William Ling. footballdatabase.eu. (Hozzáférés: 2012. október 16.)
- William Ling. scoreshelf.com. [2015. szeptember 12-i dátummal az eredetiből archiválva]. (Hozzáférés: 2012. október 16.)
- William Ling. eu-football.info. (Hozzáférés: 2012. október 16.)
- William Ling. weltfussball.de. [2015. február 9-i dátummal az eredetiből archiválva]. (Hozzáférés: 2012. október 16.)
- William Ling. blogspot.com. (Hozzáférés: 2012. október 16.)

| Elődje: Henry Pearce | FA kupa döntő 1950–1951 | Utódja: Arthur Ellis |